# Погоня в космосе
«Погоня в космосе» — мультипликационный фильм 1997 года.
Фильм участвовал в Тарусе-1998.

## Сюжет
Четвёртый эпизод российско-британского сериала «Медвежья спасательная служба». Погони и схватки с межпланетными захватчиками на космических кораблях и в открытом космосе — новая работа агентов из команды медведей-спасателей.

## Создатели
| режиссёр                  | Борис Акулиничев                                                                     |
| сценарист                 | Константин Фриксос                                                                   |
| художник                  | Николай Кошкин                                                                       |
| художники-мультипликаторы | Юрий Кузюкин, Дмитрий Куликов, Наталия Богомолова , Владимир Никитин, Галина Зеброва |
| оператор                  | Александр Чеховский                                                                  |
| продюсер                  | Сергей Скулябин                                                                      |
| композиторы               | Адриан Саттон, Барри Кирш                                                            |
| звукооператоры            | Питер Джефриз                                                                        |

## История создания
- В 1995-98 гг. по контракту с фирмой „Посейдон“ студия «Союзмультфильм» участвовала в производстве российско-британского сериала „Медвежья спасательная служба“.[1]